# Metschnikowia kunwiensis
Metschnikowia kunwiensis är en svampart som beskrevs av Brysch-Herzb. 2004. Metschnikowia kunwiensis ingår i släktet Metschnikowia och familjen Metschnikowiaceae.   Inga underarter finns listade i Catalogue of Life.